# Carthago delenda est

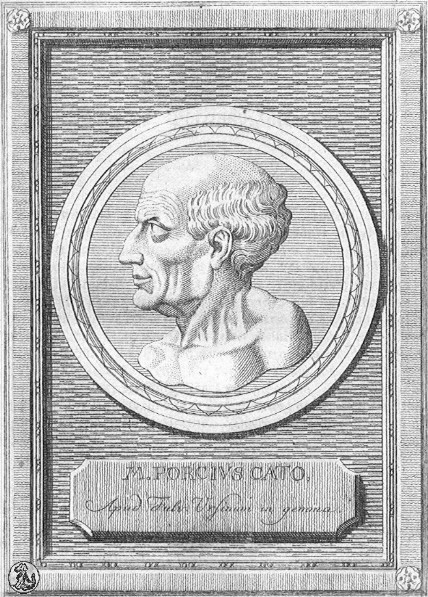
Catão, o Velho (234-149 a.C.), o mais persistente proponente no Senado romano da destruição total de Cartago, e a pessoa mais associada com a utilização da frase

Ceterum censeo Carthaginem delendam esse ou Ceterum autem censeo Carthaginem delendam esse (em latim, "Considero ainda que Cartago deve ser destruída"), costumeiramente abreviada pra Ceterum censeo, Carthago delenda est, ou, mais frequentemente, Delenda est Carthago ("Cartago deve ser destruída") é uma frase célebre da oratória latina cujo uso se popularizou na República Romana, no século II a.C., durante os últimos anos das Guerras Púnicas, travadas por Roma contra Cartago, especialmente pelos membros do partido político que visava eliminar qualquer ameaça à República Romana de seus velhos rivais cartaginenses, que haviam sido derrotados anteriormente por duas vezes e tinham uma tendência a reconstruir rapidamente suas defesas após cada derrota militar. Simboliza uma política de aniquilação dos inimigos de Roma que se envolvessem em quaisquer atos de agressão, e a rejeição de tratados de paz como uma forma de dar um fim a conflitos bélicos. A frase é lembrada por ser proferida frequente e persistentemente, de maneira quase absurda, pelo senador romano Catão, o Velho (234-149 a.C.), que a usava para finalizar seus discursos.